# Plekocheilus lacerta
Plekocheilus lacerta é uma espécie de molusco gastrópode da família dos anfibulimídeos (Amphibulimidae).

## Descrição
Plekocheilus lacerta é endêmica do Brasil, no bioma Amazônia. Ocorre durante o ano todo e tem hábito arborícola. Sua concha pode atingir 34 milímetros de comprimento e tem aspecto sólido, opaco, subumbilicado de tom marrom-claro com faixas escuras oblíquas em plano longitudinal. A rádula tem cerca de 50 dentículos de cada lado da fileira central. A mandíbula é do tipo odontognato. O sistema genital hermafrodita tem pênis sem bainha muscular. Seu perístoma é branco com lábios externo e interno bem refletidos. A abertura da concha é estreita e tem calo de cor marrom na base do lábio columelar. A volta do corpo é quase o dobro do comprimento da espira.

## Estado de conservação
Não há informações suficientes sobre seu estado de conservação, pois a União Internacional para a Conservação da Natureza (UICN / IUCN) não possui informações atualizadas devido à falta de estudos. Sua população é esparsa e rara, com poucos indivíduos isolados expostos aos fatores de risco ambiental. Em Belém, no Pará, P. lacerta e Euglandina rosea correm risco de extinção, pois convivem em simpatria com densas populações de caramujo-gigante-africano (Lissachatina fulica). Atividadea antrópicas também têm seu papel no processo. Em 2007, Plekocheilus lacerta foi classificada como em perigo na Lista de espécies de flora e fauna ameaçadas de extinção do Estado do Pará; e em 2018, com a rubrica de "dados insuficientes" na Lista Vermelha do Livro Vermelho da Fauna Brasileira Ameaçada de Extinção do Instituto Chico Mendes de Conservação da Biodiversidade (ICMBio).